# Estación Santiago del Estero
Santiago del Estero fue una estación de tren ubicada en la ciudad de Santiago del Estero, Provincia de Santiago del Estero, perteneciente al Ferrocarril General Bartolomé Mitre de la red ferroviaria argentina. 

## Estado de la infraestructura
Sus vías hasta la estación de La Banda fueron desmanteladas y sus terrenos ocupados, como por ejemplo por la Terminal de Ómnibus de Santiago del Estero, haciendo así imposible un reconexión con la red ferroviaria nacional.

## Uso actual
Desde 2012 está usada por el Fórum Santiago del Estero, un centro de convenciones y exposiciones.